# Lolo-burmanski narodi
Lolo-burmanski narodi, narodi tibetsko-burmanske porodice koji govore jezicima lolo-burmanske skupine. Ovi narodi naseljeni su u Kini i poluotoku Indokina a granaju se na nekoliko skupina, to su: 1) Burmanski narodi iz Kine i Burme koji govore 14 jezika; 2) Lolo s 57 jezika u Kini, Burmi, Laosu i Vijetnamu; 3) Naxi iz Kine s jednim jezikom i 4) Phula iz Vijetnama.